# Bibio lividus
Bibio lividus är en tvåvingeart som beskrevs av Oswald Heer 1849. Bibio lividus ingår i släktet Bibio och familjen hårmyggor.
Artens utbredningsområde är Kroatien. Inga underarter finns listade i Catalogue of Life.